# Keep Their Heads Ringin’
Keep Their Heads Ringin’ – singiel amerykańskiego rapera Dr. Dre pochodzący ze ścieżki dźwiękowej do filmu Friday. Do utworu powstał teledysk.

## Lista utworów
CD maxi / 12” maxi
1. „Keep Their Heads Ringin’” (LP version) – 5:01
2. „Keep Their Heads Ringin’” (instrumental) – 4:57
3. „Take a Hit” (by Mack 10) (LP version) – 4:34
4. „Take a Hit” (by Mack 10) (instrumental) – 4:34

CD single
1. „Keep Their Heads Ringin’” (LP version) – 5:01
2. „Take a Hit” (by Mack 10) (LP version) – 4:34